# Bolboschoenus planiculmis
Bolboschoenus planiculmis là một loài thực vật có hoa trong họ Cói. Loài này được (F.Schmidt) T.V.Egorova mô tả khoa học đầu tiên năm 1967.